# Венецианский Лас-Вегас
Венецианский Лас-Вегас (англ. The Venetian Las Vegas) ― роскошный отель и казино-курорт, расположенный на Лас-Вегас-Стрип в Парадайс, штат Невада, США, на месте старого отеля Sands. Спроектированная фирмой KlingStubbins, башня отеля состоит из 36 этажей и возвышается на 475 футов (145 м). Отель  принадлежит и управляется компанией Las Vegas Sands.
Курортный комплекс включает в себя соседние Palazzo resort и Sands Expo center, а также MSG в Venetian. Комплекс Venetian-Palazzo включает в себя второй по величине отель в мире с 4049 номерами, 3068 люксами и казино площадью 120 000 квадратных футов (11 000 м²).

## История
В апреле 1996 года американский бизнесмен и инвестор, Шелдон Адельсон, объявил о планах создания крупнейшего курорта. Этот проект должен был быть расположен на территории бывшей собственности Sands. 26 ноября 1996 года, через восемь лет после того, как его купили владельцы Interface Group—Адельсон, Ричард Кацефф, Тед Катлер, Ирвин Чафец и Джордан Шапиро, отель Sands был снесён, чтобы освободить место для казино Венецианский Лас-Вегас. Строительство отеля началось 14 апреля 1997 года.
3 мая 1999 года состоялась торжественная церемония открытия курорта, которая включала в себя: запуск в небо белых голубей, звучание труб и пение гондольеров. Была также приглашена актриса Софи Лорен, которая присоединилась к Адельсону, председателю и владельцу курорта. Построенный за 1,5 миллиарда долларов, это был один из самых дорогих курортов в своём роде.
27 июня 2003 года открылась башня «Венеция» на 1013 номеров. Она была построена на крыше гаражной стоянки.
В 2004 году курорт согласился выплатить штраф в размере 1 миллиона долларов, чтобы урегулировать жалобы Совета по контролю за азартными играми. Одна из 12 жалоб утверждала, что отель провёл розыгрыш автомобиля Mercedes-Benz, который был сфальсифицирован. Руководители были уволены.
В 2010 году было объявлено, что курорт будет аффилирован с InterContinental Hotels Group.
В октябре 2011 года открылась букмекерская контора Cantor Race & Sportsbook, которая была единственной в Лас-Вегасе, работавшей 24 часа в сутки. 11 июня 2012 года курорт открыл летний фестиваль «Карнавал».
В 2013 году курорт согласился выплатить Министерству юстиции США 47,4 миллиона долларов для урегулирования обвинений в предполагаемой деятельности по отмыванию денег.
Как и другие казино штата, курорт закрылся на неопределённый срок в марте 2020 года в ответ на пандемию COVID-19. В апреле 2020 года он объявил о планах включить экстренный медицинский персонал и автоматическое сканирование температуры тела с помощью камер в своё повторное открытие, которое произошло 4 июня 2020 года.
К концу 2020 года компания Las Vegas Sands хотела сосредоточиться на своей деятельности в Макао, поскольку ожидалось, что Азия быстрее оправится от последствий пандемии. Компания начала переговоры о продаже Венецианского Лас-Вегаса, Палаццо и Сэндс Экспо. Адельсон умер в январе 2021 года. Два месяца спустя Las Vegas Sands объявила, что продаст три объекта в Лас-Вегасе за 6,25 миллиарда долларов. В рамках этой сделки компания Vici Properties купит землю под объектами за 4 миллиарда долларов, а Apollo Global Management приобретёт операции[что?] за 2,25 миллиарда долларов в рамках тройного чистого арендного соглашения с Vici. Предполагалось, что продажа будет завершена к четвёртому кварталу 2021 года. Каждый объект сохранит своё название.

## Дизайн
Дизайн отеля выполнен в итальянском стиле. В нём имеются архитектурные копии различных венецианских достопримечательностей, включая Палаццо Дукале, площадь Сан-Марко, Колонну Льва Венецианского и Колонну Святого Феодора, Колокольню Святого Марка и мост Риальто. Архитектором-проектировщиком этого проекта была компания Stubbins Associates и WAT&G. Дизайн казино был предоставлен компаниями Wilson Associates и Dougall Associates.

## Достопримечательности
Отель включает в себя крытый торговый центр, известный как Grand Canal Shoppes. Сэндс Экспо служит конференц-центром для Венецианского Лас-Вегаса и Палаццо. В октябре 2001 года на территории курорта открылся Эрмитаж Гуггенхайма с его первой коллекцией.
В 2015 году ночной клуб TAO принёс более 50 миллионов долларов дохода, согласно данным Nightclub & Bar Top 100. Он выполнен в азиатском стиле и располагает 20-футовой статуей Будды, бесконечным бассейном с карпами кои, восемью частными скайбоксами с мини-барами, 40-футовой террасой с видом на Лас-Вегас-Стрип и двумя танцевальными залами. Пляж ТАО, расположенный на вершине ночного клуба, является дневным клубом с вечеринкой у бассейна. К услугам гостей семь кабинок для переодевания, каждая с телевизором, DVD-плеером, Xbox 360, укомплектованным мини-холодильником и сейфом для ценных вещей.
Смежная сфера MSG в Venetian, которая строится в партнёрстве с компанией Madison Square Garden, откроется в 2023 году.

## Развлечения
Венецианский Лас-Вегас включает в себя четыре театра: Опаловый театр, театр Палаццо, шоу-рум Сэндс и Венецианский театр. В октябре 2005 года музыкальный коллектив Blue Man Group впервые выступил в театре Blue Man и продолжал выступать там до сентября 2012 года, когда шоу переехало на курорт Монте-Карло. 24 июня 2006 года шоу «Фантом: Зрелище Лас-Вегаса» открылось в Венецианском театре. Шоу завершилось 2 сентября 2012 года. Тим Макгро и Фейт Хилл возглавили свою концертную серию Soul2Soul, которая началась в декабре 2012 года и закончилась в апреле 2014 года.

## Галерея

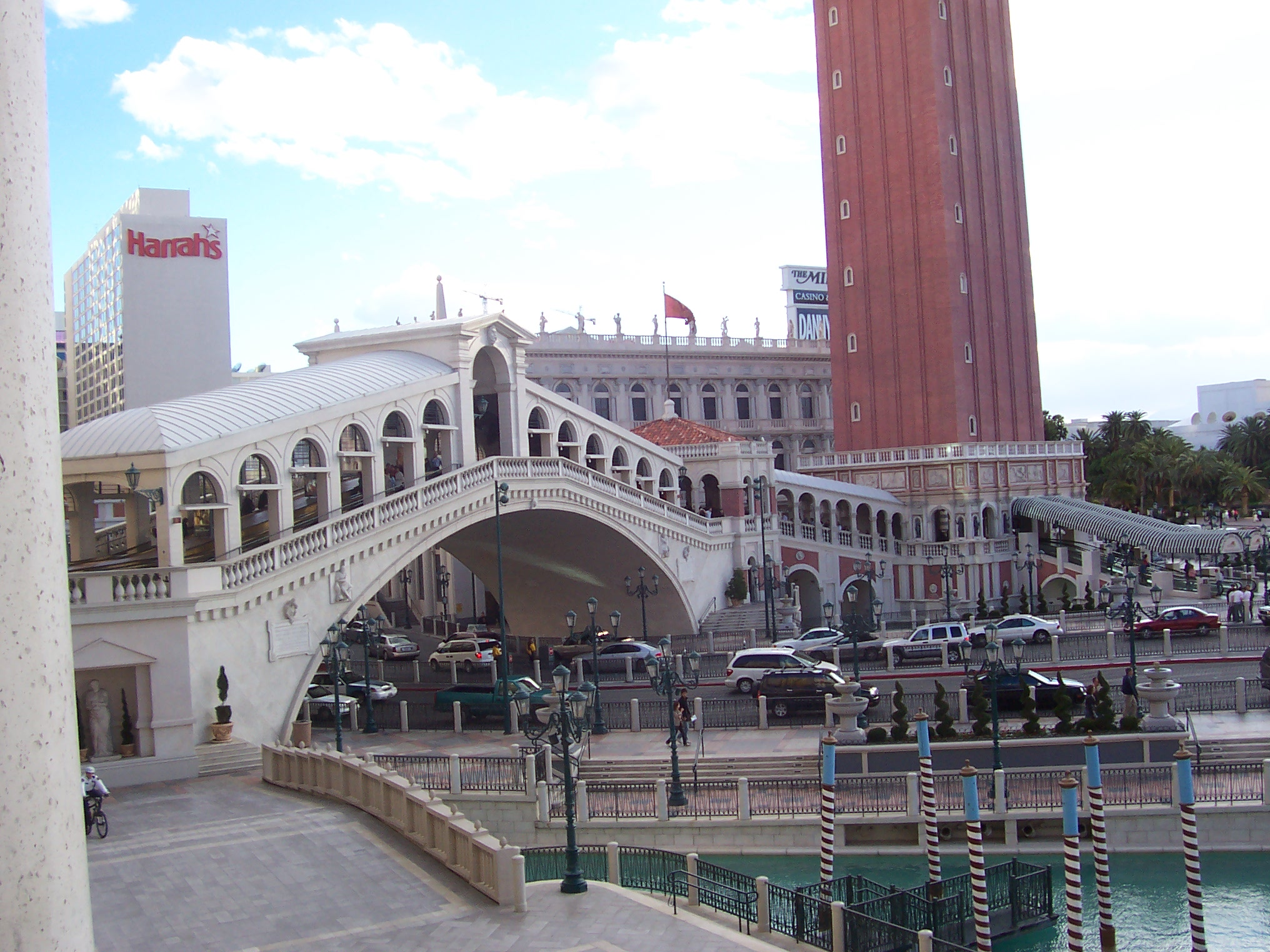
Мост Риальто в Венецианском дворце
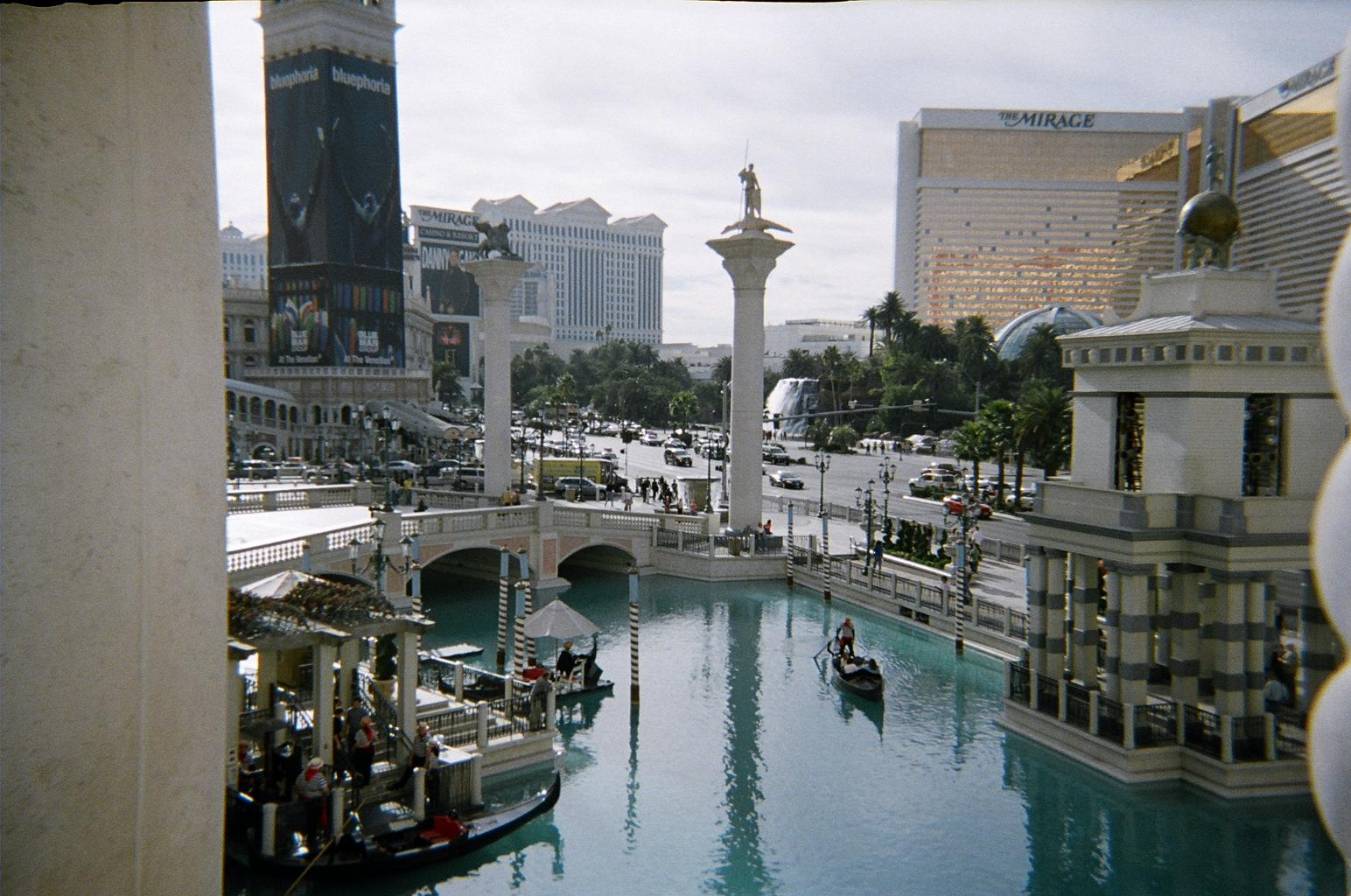
С балкона второго этажа, расположенного рядом с казино, открывается вид на наружную гондолу
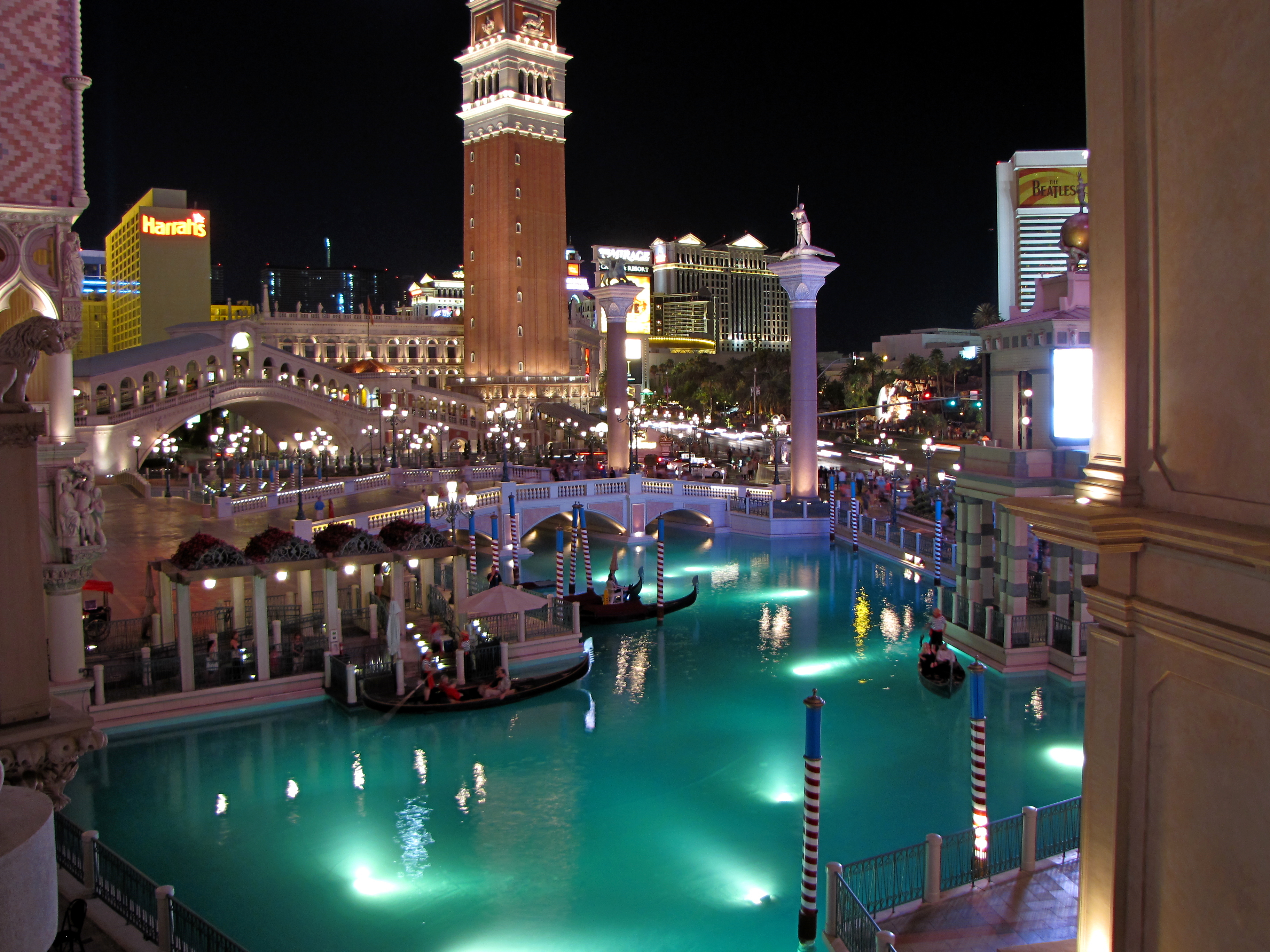
Ещё один вид на улицу с балкона, ночью
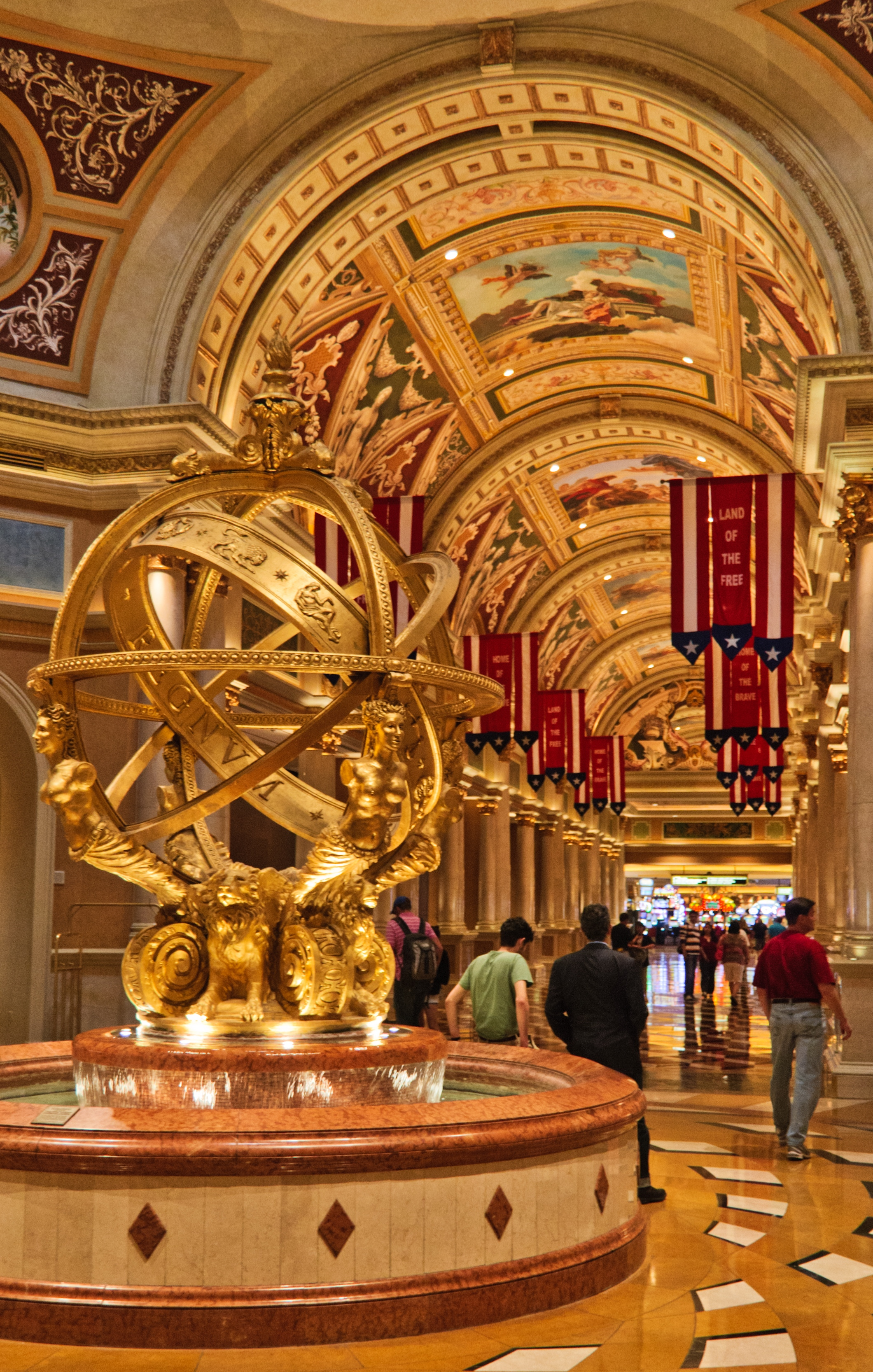
Эта большая галерея соединяет приёмную и казино
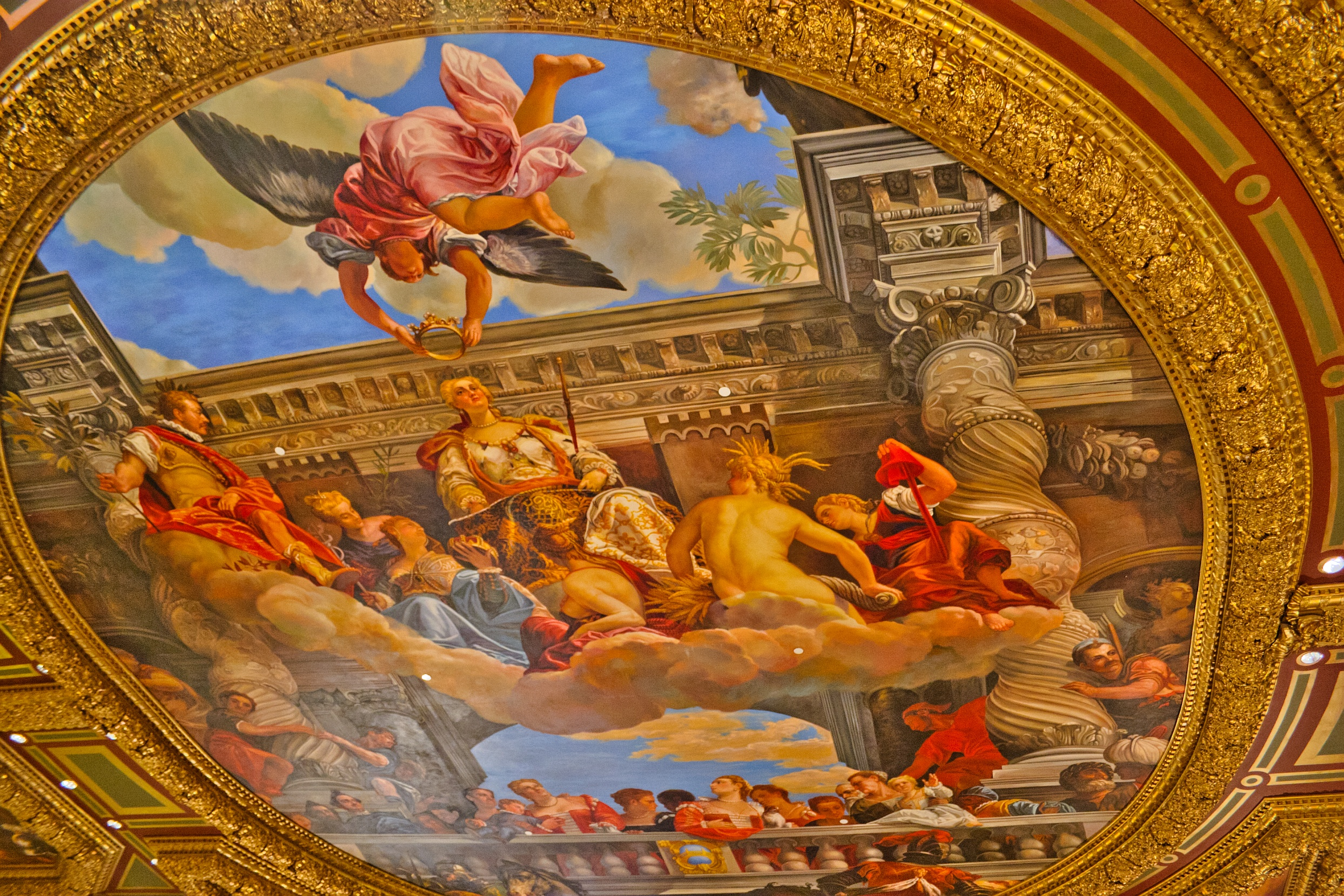
Центральная часть потолка вестибюля магазина Grand Canal Shoppes
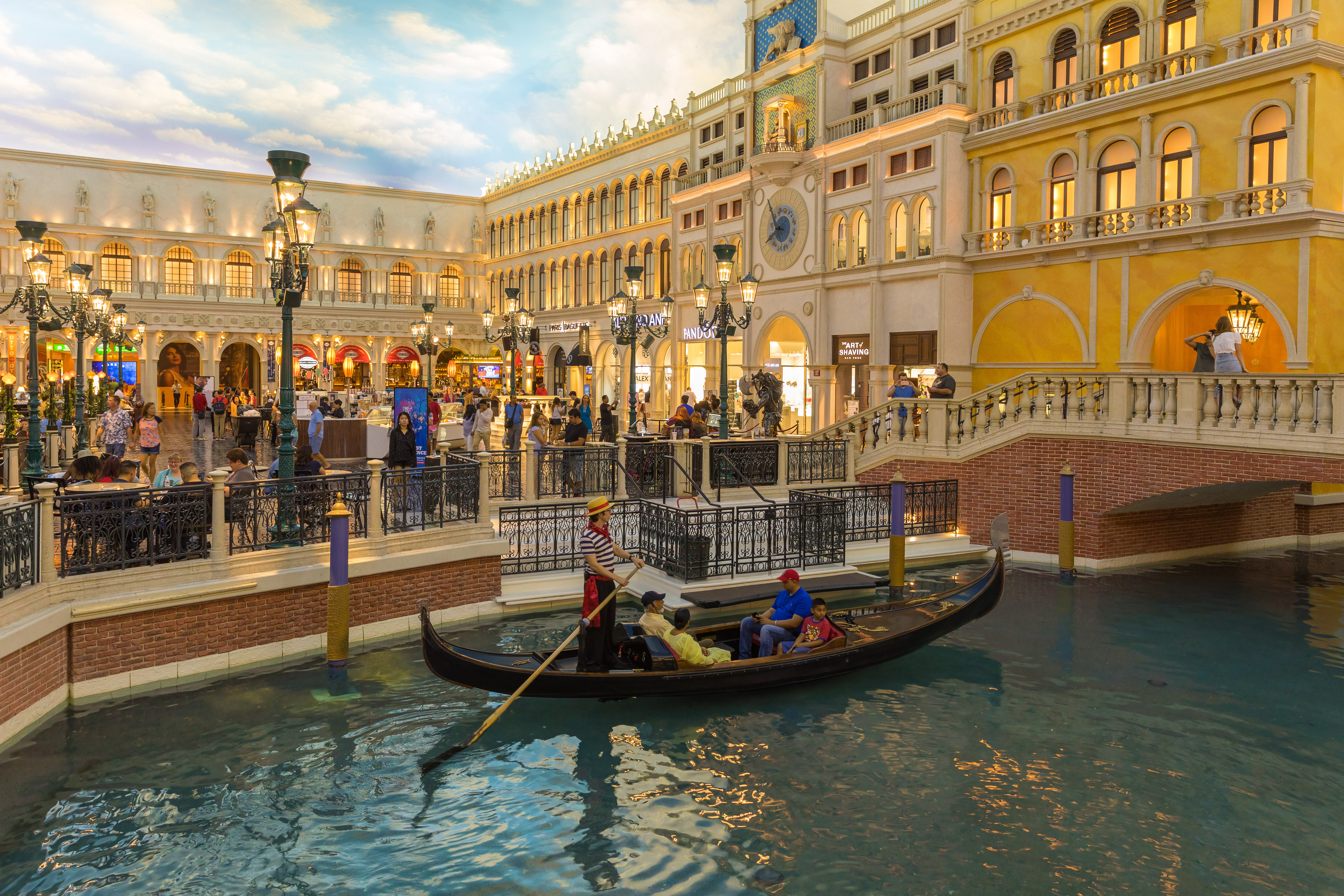
Площадь Святого Марка у торгового центра Grand Canal Shoppes окружена ресторанами и магазинами. Это также место живых костюмированных шоу.
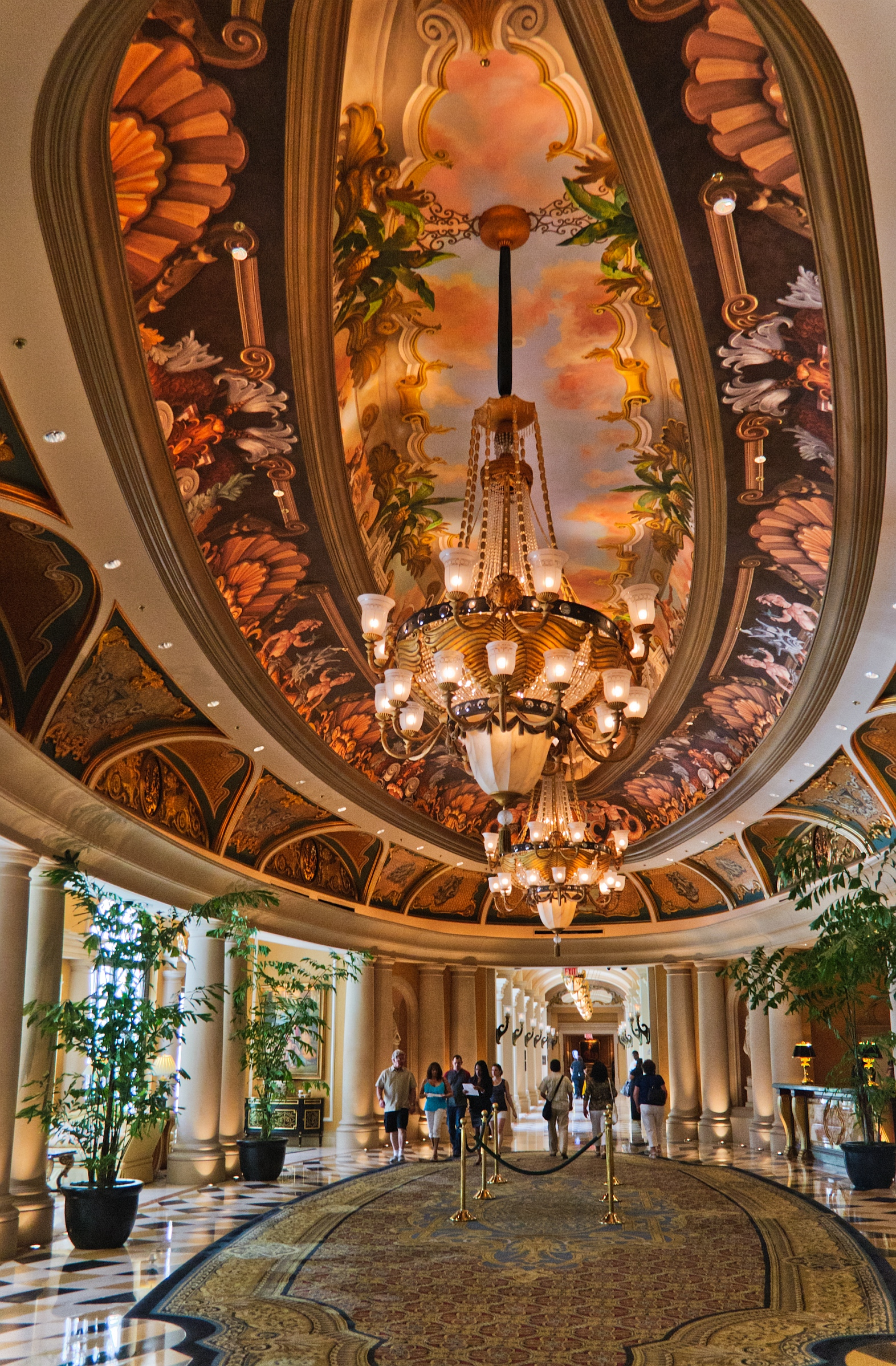
Эта стойка регистрации Venezia расположена на 10-м этаже комплекса Venetian/Palazzo.
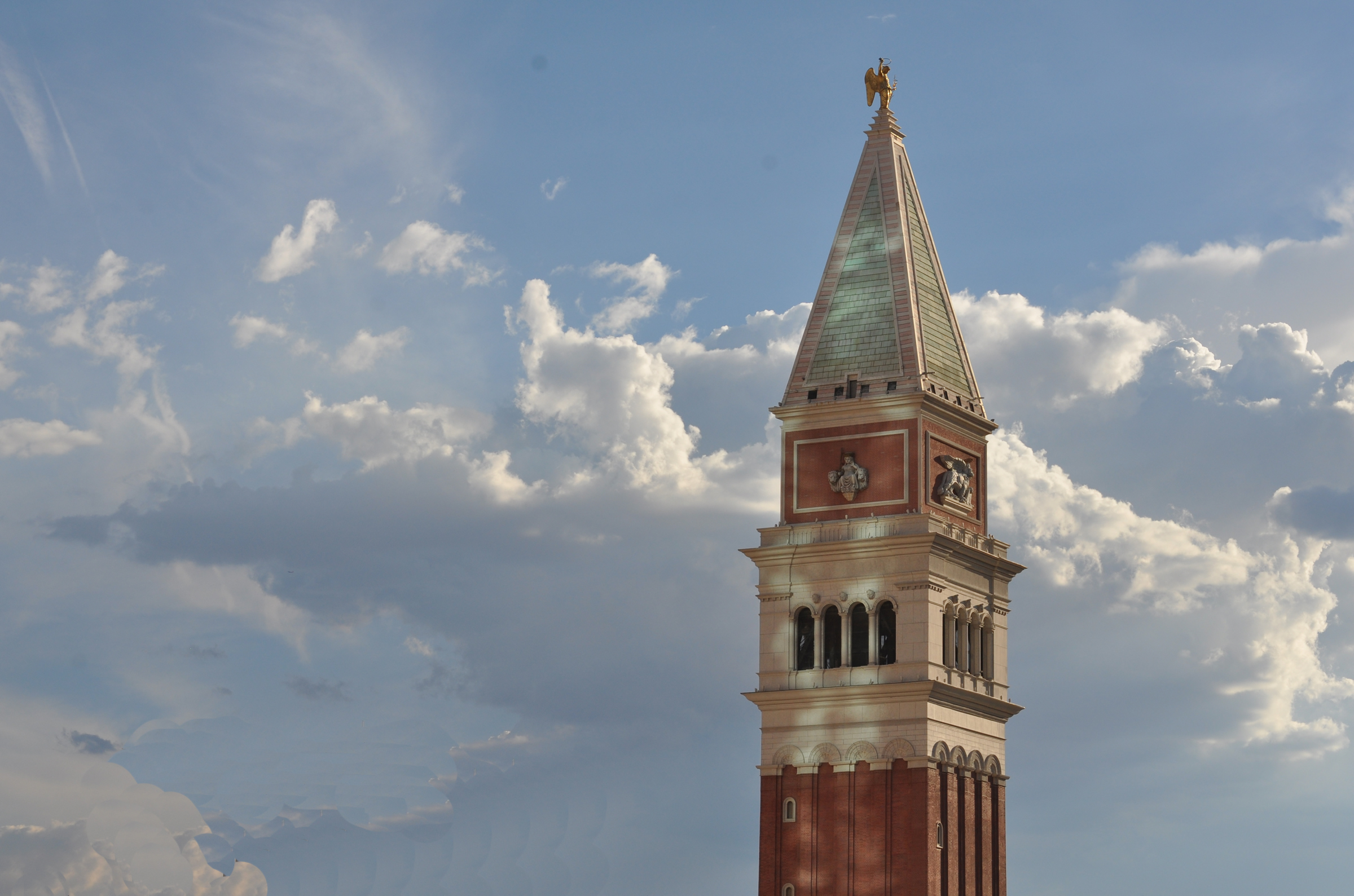
Колокольня Святого Марка в Венецианском дворце

## В массовой культуре
- Казино, вестибюль и внешний вид Венецианского Лас-Вегаса были показаны в фильме «Крысиные бега». Гостиничные номера также были изображены в фильме, хотя эти сцены были сняты на звуковой сцене в Канаде[15][16].
- Венецианский Лас-Вегас был местом съёмок фильма «Мисс Конгениальность 2: Прекрасна и опасна»[17][18][19].
- Документальный сериал «Суперсооружения» рассказал о строительстве курорта в одной из своих серий[20].
- Американское шоу «What Not to Wear» использовало Венецианский Лас-Вегас и Палаццо для съёмок финала в 2013 году, пригласив к участию более 100 прошлых участников[21].